# Andreas Hager
 Andreas Hager (* 7. Februar 1818 in Nürnberg; † 27. Februar 1892 in München) war ein deutscher Musiker, Komponist und Militärkapellmeister der Bayerischen Armee.

## Leben
Andreas Hager war der Sohn des Stabstrompeters beim 6. Chevaulegers-Regiment, Johann Hager, und daher schon frühzeitig mit der Militärmusik vertraut.
Hager besuchte die Deutsche Schule in Nürnberg, erhielt seine musikalische Grundausbildung im Spiel des Klaviers, der Violine und der Trompete von seinem Vater und absolvierte eine Lehre als Schreiner. Die damals für Schreinergesellen vorgeschriebene Wanderzeit nutzte Hager, um in München beim 1. Kürassier-Regiment der Bayerischen Armee als Trompeter-Anwärter einzutreten. 
Als 1838 die Stelle des Stabshornisten beim 1. Jäger-Bataillon in Burghausen ausgeschrieben wurde, bewarb sich Hager mit Erfolg. 1848 ging er nach Ansbach und wurde Stabstrompeter des 2. Chevaulegers-Regiments „Taxis“. 1856 übernahm er die Stelle des Musikdirektors beim Landwehr-Regiment in München. Nach der Auflösung des Regiments 1869 war er als freischaffender Musiker tätig. 
Aus seinem kompositorischen Schaffen ragt besonders der „Von-der-Tann-Marsch“ hervor, der auf Motiven fränkischer Volkstänze basiert und den er 1871 dem Generalfeldmarschall Ludwig von der Tann-Rathsamhausen widmete. Dieser Marsch wurde ab 1895 der Parademarsch in Kompaniefronten des 11. Infanterie-Regiments „von der Tann“. Der Marsch wurde in die preußische Armee-Marschsammlung unter der Signatur AM II, 251 übernommen.